# Langenhagen
Langenhagen er en tysk by i Region Hannover i delstaten Niedersachsen.

## Historie
Allerede i år 990 omtales den nuværende bydel Hainhaus. I 1196 fulgte Engelbostel, 1200 Godshorn, 1255 Wagenzelle og 1308 Schulenburg. Den 15. februar 1312 omtaltes Langenhagen første gang som Nienhagen.
1862 grundlagdes i Langenhagen en anstalt for sindslidende. Her arbejdede den senere nobelprisvinder i medicin, Robert Koch, fra 1866 til 1868 som reservelæge. En gade er navngivet efter ham, og en mindetavle i Robert Koch-realskolen minder om hans virke.
I begyndelsen af det 20. århundrede fik Langenhagen opblomstring som trafikknudepunkt, først og fremmest gennem jernbanestrækningen fra 1890 fra Hannover over Langenhagen til Visselhövede, men også ved oprettelsen af en havn ved Mittellandkanalen i 1916.
Indenfor Langenhagens byområde fandtes under en del af 2. verdenskrig en underlejr til koncentrationslejren Neuengamme. På stedet er rejst en mindesten som eneste markering af dette mørke kapitel i byens historie. Bombeangreb under krigen lagde to trediedele af Langehagen i ruiner.
Ved motorvejen Bundesautobahn 2 ligger søen Silbersee. Den opstod i forbindelse med motorvejsbyggeriet i 1934/35 og fik angiveligt sit navn af bomberpiloter, som benyttede søen som navigationsmærke på deres vej i retning mod Berlin.
Langenhagen fik status som by den 1. marts 1959.
Den 15. juni 1972 anholdtes RAF-terroristen Ulrike Meinhof i Langenhagen efter en tid lang at have kunnet skjule sig i en lejlighed i nærheden af Berliner Platz.
Før 31. december 2004 hørte Langenhagen til det tidligere regierungsbezirk Hannover, der blev opløst som alle andre regierungsbezirke i Niedersachsen.

### Bydele
Efter en forvaltningsreform i Niedersachsen i 1974 består byen udover de centrale dele (Langenhagen-Mitte, Langenforth, Brink, Alt-Langenhagen) af bebyggelserne Engelbostel, Godshorn, Kaltenweide (med Evershorst, Altenhorst, Hainhaus, Maspe, Siedlung Twenge, Twenge og Weiherfeld), Krähenwinkel og Schulenburg. Wiesenau (der er del af den centrale bydel) er næsten helt indesluttet af Hannovers byområde.

### Befolkningsudvikling
(opgjort pr. 31. december)
- 1998 – 49.167
- 1999 – 49.334
- 2000 – 49.432
- 2001 – 49.506
- 2002 – 49.652
- 2003 – 50.051
- 2004 – 50.516
- 2006 – 51.004 (pr. 30. juni)

## Politik
Siden 1. november 2006 beklæder SPD-politikeren Friedhelm Fischer borgmesterposten
Byrådet er sammensat således:
- SPD – 18 pladser
- CDU – 16 pladser
- Bündnis 90/Die Grünen – 4 pladser
- FDP – 2 pladser
- Borgermester – 1 plads

## Bydelenes våben
- Engelbostel
- Godshorn
- Kaltenweide
- Krähenwinkel
- Schulenburg

## Venskabsbyer
Langenhagens Venskabsbyer er:
| - – London-bydelen Southwark (Storbritannien) - – Novo Mesto (Slovenien) - – Glogow (Polen) | - – Le Trait (Frankrig) – med bydelen Godshorn - – Stadl Paura (Østrig) – med bydelen Krähenwinkel |

Venskabsforbindelser opretholdes desuden til
- – Joinville i delstaten Santa Catarina, Brasilien
- – Rodewisch i Vogtland (Sachsen)